# Bashar Warda
Bashar Warda C.SS.R. (Bagdad, 1969. június 15.) a Káld katolikus egyház papja, 2010. május 24-től az iraki Erbíli káld katolikus főegyházmegye érseke.
1993-ban iktatták be papi hivatalába, a Leuveni Katolikus Egyetemen szerzett diplomát.

## Galéria

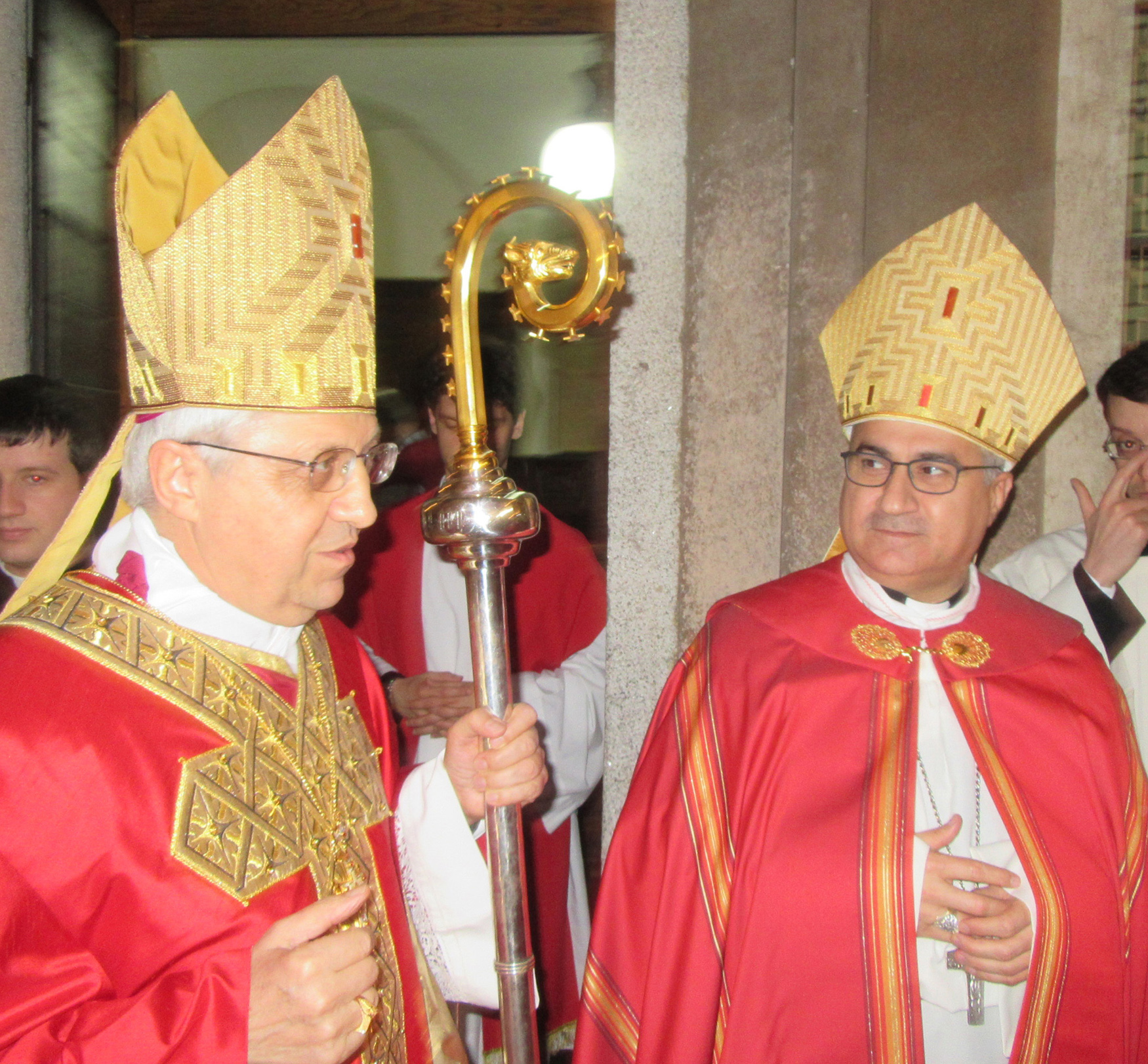
Malvestiti püspök Warda püspök társaságában a Lodi katedrálisban rendezett pünkösdi virrasztáson, 2016. május 14.